# Publi Popil·li Lenat (triumvir)
Publi Popil·li Lenat (llatí: Publius Popillius Laenas) va ser un magistrat romà del segle ii aC. Formava part de la gens Popíl·lia i era de la branca familiar d'origen plebeu dels Popil·li Lenat.
Va ser un dels triumviri coloniae deducendae, nomenat junt amb el seu germà Marc Popil·li Lenat i un altre, per l'establiment d'una colònia romana a la rodalia de la ciutat de Pisae. En parla Titus Livi.